# Danh sách sự kiện vật thể tầm cao năm 2023
Một số sự kiện an ninh không phận tầm cao đã được báo cáo vào tháng 2 năm 2023, ban đầu ở Bắc Mỹ, sau đó là Mỹ Latinh, Trung Quốc và Đông Âu.

## Những vụ chứng kiến ở Bắc Mỹ
| [Bản đồ tương tác toàn màn hình]                  |                                                               |
| Vị trí gần đúng mà các vật thể bị bắn hạ ở Bắc Mỹ |                                                               |
|                                                   | Biểu đồ hiện đang tạm thời không khả dụng do vấn đề kĩ thuật. |

Sau vụ nhìn thấy một khinh khí cầu Trung Quốc vào năm 2023 (về sau bị bắn rơi ngoài khơi bờ biển Nam Carolina), Mỹ bắt đầu kiểm soát chặt chẽ hơn không phận của mình ở độ cao lớn, bao gồm cả việc cải tiến radar cho phép nước này phân loại và theo dõi tốt hơn các vật thể chuyển động chậm hơn. Tướng Glen VanHerck, viên chỉ huy NORAD, cho biết vào năm 2021, có tới 98% dữ liệu radar thô không được phân tích thường xuyên, vì quân đội nhằm mục đích lọc tín hiệu vô tuyến phát ra từ đàn chim hoặc khinh khí cầu thời tiết (trái ngược với các mối đe dọa tiềm ẩn). VanHerck nói rằng những điều chỉnh của Mỹ đối với việc giám sát bằng radar vào năm 2023, sau vụ xâm nhập của khinh khí cầu do thám Trung Quốc, đã giúp Mỹ "có độ chính xác cao hơn khi nhìn thấy các vật thể nhỏ hơn". Việc điều chỉnh radar của Hoa Kỳ và tăng cường cảnh giác đã giúp tăng khả năng phát hiện các vật thể lạ. Vẫn chưa biết rõ khi nào mở đầu các cuộc xâm nhập bằng khinh khí cầu của tác nhân nhà nước.
Ngày 14 tháng 2, sau khi các vật thể ở độ cao không xác định được phát hiện và bị bắn hạ ở phía bắc Alaska, Yukon và Hồ Huron, phát ngôn viên Nhà Trắng John Kirby nói rằng Cộng đồng Tình báo Hoa Kỳ "sẽ không bác bỏ khả năng đây có thể là những quả bóng thám không chỉ đơn giản là gắn liền với các thực thể thương mại hoặc nghiên cứu và do đó lành tính. Điều đó rất có thể, hoặc có thể xuất hiện, như một lời giải thích trọng tâm ở đây". Việc bắn rơi vật thể Yukon, vào ngày 11 tháng 2 năm 2023, đánh dấu lần triển khai đầu tiên của NORAD để bắn hạ một vật thể trên không trong lịch sử 64 năm của tổ chức chủ quyền trên không và cảnh báo hàng không vũ trụ Hoa Kỳ–Canada. Các vật thể bị bắn rơi ở phía bắc Alaska, Yukon và Hồ Huron đều nhỏ hơn khinh khí cầu do thám Trung Quốc bị bắn rơi ở Nam Carolina. Bản tin của tờ The Guardian vào ngày 17 tháng 2 cho rằng một trong những vật thể này "có thể là quả bóng thám không trị giá 12 đô la của những người chơi nghiệp dư".
Khi được hỏi về khả năng có nguồn gốc ngoài Trái Đất của ba vật thể bị bắn rơi ở Bắc Mỹ trong khoảng thời gian từ ngày 9 đến ngày 12 tháng 2, Tướng Glen D. VanHerck cho biết cá nhân ông không "loại trừ bất cứ điều gì" nhưng ông đã chuyển lời sang cho các chuyên gia tình báo Mỹ.

## Hoạt động thu hồi vật thể
Vì một số vật thể đã bị rơi ở những vị trí tương đối khó tiếp cận, từ băng biển ngoài khơi bờ biển Alaska ở Bắc Băng Dương đến địa hình núi cao xa xôi ở Yukon và vùng nước sâu giữa biên giới Mỹ-Canada ở giữa Hồ Huron, các nỗ lực phục hồi đã đòi hỏi một lượng đáng kể sự điều phối và quan tâm.
Ngày 16 tháng 2 năm 2023, Cảnh sát Kỵ binh Hoàng gia Canada thông báo rằng việc tìm kiếm vật thể lạ ở Hồ Huron đã bị đình chỉ do thời tiết xấu đi và cơ hội thu hồi thấp.
Ngày 18 tháng 2 năm 2023, có thông báo rằng việc tìm kiếm các vật thể lạ ở Alaska, Yukon và Hồ Huron đều bị hủy bỏ.

## Danh sách sự kiện
| Phát hiện | Bắn hạ               | Địa điểm                                                 | Sự cố                                             | Trường hợp | Tham khảo                          |
| --------- | -------------------- | -------------------------------------------------------- | ------------------------------------------------- | --- | ---------------------------------- |
| 28/1/2023 | 4/2/2023 USAF F-22   | Alaska, Tây Canada và Hoa Kỳ lục địa                     | Sự kiện khinh khí cầu do thám Trung Quốc năm 2023 | Một khinh khí cầu giám sát tầm cao của Trung Quốc đã đi qua không phận Canada và Hoa Kỳ trước khi bị Không quân Mỹ bắn hạ ngoài khơi bờ biển Nam Carolina vào ngày 4 tháng 2. | [ 14 ] [ 15 ] [ 16 ] [ 17 ]        |
| 2/2/2023  | —                    | Costa Rica, Colombia và Venezuela                        | Sự kiện khinh khí cầu do thám Mỹ Latinh năm 2023  | Khinh khí cầu tầm cao của Trung Quốc bay qua Costa Rica, Colombia và Venezuela. Người phát ngôn của chính phủ Trung Quốc xác nhận quả bóng bay này là của họ và nói rằng nó được sử dụng để "thử nghiệm chuyến bay" và đã bị thổi bay lệch hướng.                                                                  | [ 18 ]                             |
| 9/2/2023  | 10/2/2023 USAF F-22  | Alaska (Sườn Bắc)                                        | Vật thể lạ tầm cao ở Alaska năm 2023              | Một vật thể ở độ cao lớn đã đi vào không phận Hoa Kỳ vào ngày 9 tháng 2 và bị Không quân Mỹ bắn hạ trên vùng Biển Beaufort. Bộ Quốc phòng cho biết nó có kích thước bằng một chiếc ô tô nhỏ và bay về phía đông bắc ở độ cao khoảng 40.000 feet (12.000 m), gây nguy hiểm cho các chuyến bay dân sự.               | [ 19 ] [ 20 ] [ 21 ] [ 22 ]        |
| —         | 11/2/2023 USAF F-22  | Yukon                                                    | Vật thể tầm cao ở Yukon năm 2023                  | Các nhà chức trách Canada và Mỹ đã ra lệnh bắn hạ một vật thể không xác định trên Yukon và một chiếc F-22 của Không quân Mỹ (một phần của Bộ Tư lệnh Phòng thủ Hàng không Vũ trụ Bắc Mỹ Hoa Kỳ-Canada) đã bắn hạ vật thể này trong không phận Canada.                                                              | [ 23 ]                             |
| 11/2/2023 | 12/2/2023 MNANG F-16 | Alberta, Montana, Wisconsin, Michigan, Ontario, Hồ Huron | Vật thể tầm cao ở Hồ Huron năm 2023               | Một vật thể hình bát giác có dây treo trên đó được phát hiện ở phía bắc Montana, Wisconsin và Bán đảo Thượng Michigan ở độ cao 20.000 feet. Không phận tạm thời bị đóng tại khu vực Hồ Huron, nơi vật thể bị Không quân và Vệ binh Quốc gia Mỹ bắn hạ, rơi xuống vùng biển Canada.                                 | [ 24 ] [ 25 ] [ 26 ] [ 27 ] [ 28 ] |
| 12/2/2023 | —                    | Nhật Chiếu                                               | Vật thể tầm cao ở Sơn Đông năm 2023               | Chính quyền Trung Quốc cho biết họ đã phát hiện một vật thể không xác định trên Biển Hoàng Hải, ở vùng biển gần Thanh Đảo và đang lên kế hoạch bắn hạ nó do vị trí gần Khương Các Trang, một căn cứ hải quân lớn của Quân Giải phóng Nhân dân Trung Quốc.                                                          | [ 29 ] [ 30 ] [ 31 ] [ 32 ]        |
| 14/2/2023 | —                    | Đông Nam România và Moldova                              | Vật thể tầm cao ở România và Moldova năm 2023     | Không quân România đã cố gắng đánh chặn không thành công một vật thể không xác định được phát hiện ở độ cao khoảng 11.000 mét phía trên Đông Nam România. Nước láng giềng Moldova đã đóng cửa không phận trong một thời gian ngắn do một vật thể giống như quả bóng bay.                                           | [ 33 ] [ 34 ]                      |
| 16/2/2023 | —                    | Thạch Gia Trang                                          | Vật thể tầm cao ở Hà Bắc năm 2023                 | Sân bay Thạch Gia Trang phục vụ thủ phủ tỉnh Hà Bắc đã bị đóng cửa trong hai giờ do không phận địa phương bị một vật thể bay không xác định "chiếm giữ". Các nguồn tin chính phủ sau đó cho biết vật thể này là một quả bóng bay nhưng không cung cấp thông tin gì thêm, khiến dự trữ nội địa Trung Quốc sụt giảm. | [ 35 ]                             |
| 19/2/2023 | —                    | Thái Bình Dương, đông bắc Hawaii                         | Vật thể tầm cao Thái Bình Dương năm 2023          | Kiểm soát không lưu Mỹ từ Trung tâm Kiểm soát Giao thông Hàng không Oakland báo cáo rằng một khinh khí cầu lớn màu trắng theo như báo cáo cho biết đang bay ở độ cao khoảng 40.000 đến 50.000 feet (12.000 đến 15.000 mét) trên Thái Bình Dương, khoảng 594 dặm (955 km) phía đông bắc Honolulu, Hoa Kỳ.           | [ 36 ]                             |